# Рюппурр
Рюппурр (нем. Rüppurr) — район города Карлсруэ. Расположен на южной окраине города и граничит с городскими районами Вайэрфельд-Даммершток на севере, Дурлах на северо-западе, Вольфартсвайер на западе, и городом Эттлингеном на юге.

## История
Первое упоминание о Рюппурре (ранее Riet-berg = замок на болоте, дом в камыше (на торфе)) датируется 1103 годом. Речь шла о баденской деревенском поселении (алем. нем. Sueben), которое было построено на гравии реки Кинциг-Мург (Kinzig Murg) и управлялось дворянским родом Риденбургов. Между замком, окруженным рвом с водой (каменный знак в Альтен Майерей указывает на 16-й век) и центром посёлка южнее находились улицы деревни. Наряду с сельским хозяйством была распространена природная добыча льда, имевшая значение для пивоваренных заводов Карлсруэ.
В 1907 году Рюппурр был включён в состав города Карлсруэ. В том же году Ханс Кампффмейер, Фридрих Остендорф, Фридрих Эттлингер и другие основали кооператив с ограниченной ответственностью Гартенштадт Карлсруэ (Gartenstadt Karlsruhe eGmbH). С 1911 года первые дома были построены возле сегодняшней Остдорфплац, архитекторы, при сотрудничестве с архитектором Максом Лаудером, принимавшем участие в планировании.
С 1931 евангелический миссионерский дом организовал больницу Рюппура централизованного снабжения с 464 кроватями, 60 местами для гериатрической реабилитации, в которой создано 1350 рабочих мест.
Примерно с 1960 года, произошли структурные преобразования деревни в пригородный жилой район. Старая часть деревни до сих пор сохранила свой первозданный деревенский характер. Сегодня Рюппур считается престижным жилым районом Карлсруэ, в частности микрорайоны Гартенштадт и Мершенфиртель (названный в честь названия одноимённой улицы), и небоскребы микрорайона Вохнштифт (Wohnstift Rüppurr) и дворец Рюппурр (Rüppurrer Schloss), который, находится на границе с районом Вайэрфельд-Даммершток.

## Экономика и инфраструктура

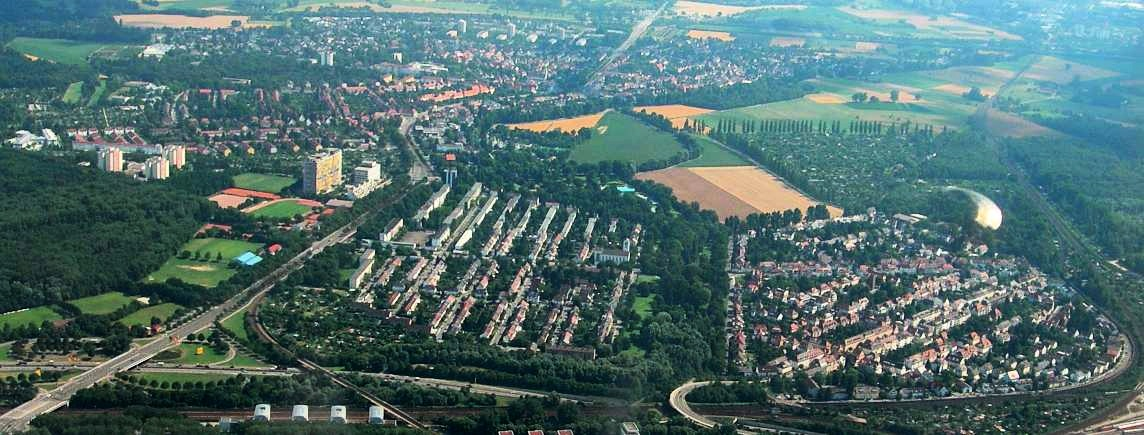
Рюппур, вид с воздуха

С 1844 по 1909 (или 1910) год здесь была центральная железнодорожная станция Баденской магистральной линии. В 1897 году была построена магистральная линия Альбталь (Albtal) на восточной окраине бывшей деревни, которая впоследствии была расширена на другую сторону, так что теперь ведет через середину Рюппура, вдоль Херренальбер Штрассе (Herrenalber Straße).
Она также является основной осевой дорогой, и имеет выезды к южной кольцевой дороге (Südtangente) Карлсруэ и Федеральной трассе № 5.

## Спортивные клубы и ассоциации
Рюппур обладает тремя футбольными клубами: «FG Rüppurr», «DJK Rüppurr», «FSV Alemannia Rüppurr». Ещё две спортивных ассоциации «Post Südstadt Karlsruhe» («PSK») и «FC Südstern» у границы Рюппурра, Даммерштока и Зюдштадта. Наряду с этим имеется «Ассоциация Рюппура» (« Bürgergemeinschaft Rüppurr e. V.») в которой состоит более 1000 членов. Кроме того, имеются еще 2 теннисных клуба: «TUS Rüppurr» с теннисным отделением и «TCR» (с 1929 года) как клуб исключительно тенниса. Последний ежегодно представляет звезд 1-й федеральной Бундеслиги. В 2007 году к числу клубных игроков в составе команды была Анна-Лена Грёнефельд.

## Достопримечательности

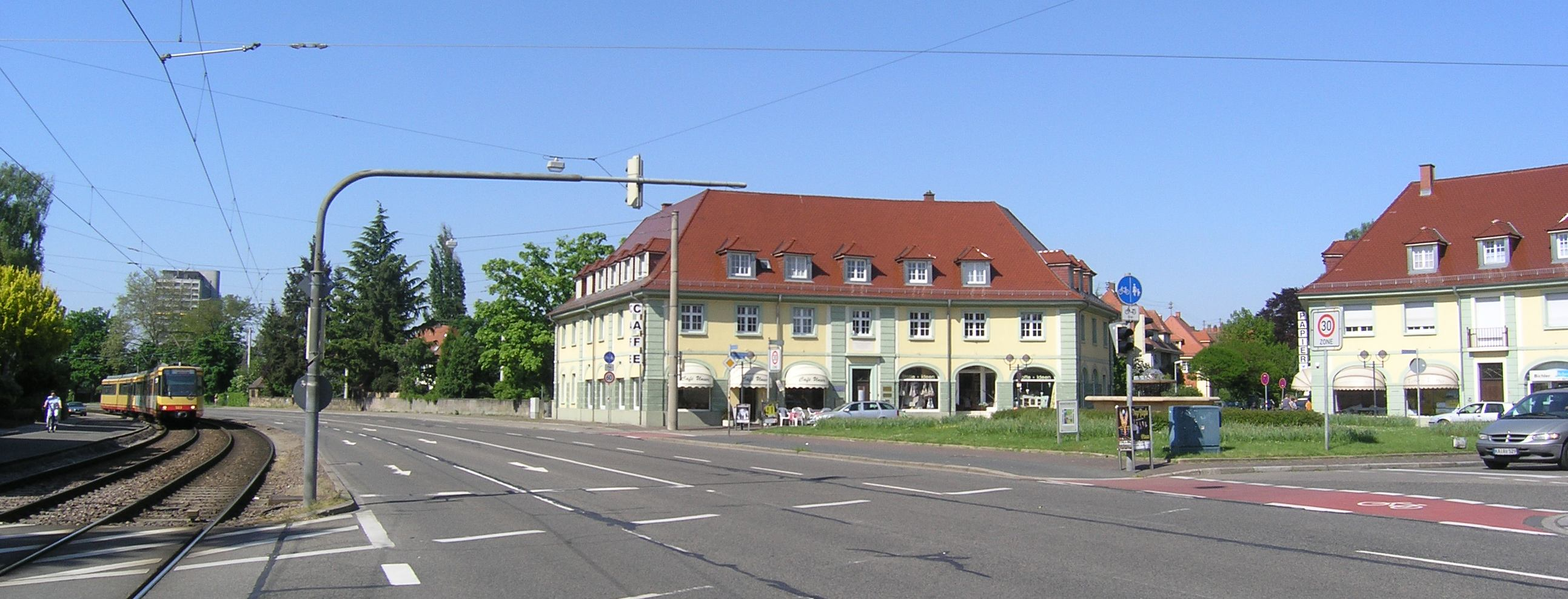
Остендорфенплац, Въезд в Гартенштадт

На крыше гимназии Макса Планка находится сооруженная в 1957 году народная обсерватория Карлсруэ, которая владеет историческим телескопом 1859 года. Народная обсерватория регулярно предлагает общественные регулярные публичные лекции и астрономические наблюдения неба.
От Рюппуррского замка сегодня сохранились только Ротехаус (Rote Haus), который был недавно отремонтирован и старая водяная мельница на реке Альб (Alb). Остаток бывшей замковой территории сегодня используется как территория для парковки или для проведения фестивалей, например, Октоберфеста.